# Acta Numerica
Acta Numerica est une revue de mathématiques qui publie des recherches sur l'analyse numérique. Elle a été créée en 1992 afin de publier des résumés largement accessibles des dernières avancées dans le domaine.
Un volume est publié chaque année, composé de recensions et des articles d'enquête par des auteurs invités par le comité de rédaction.
La revue est indexée par les Mathematical Reviews et Zentralblatt MATH. Au cours de la période 2004-2009, elle avait un MCQ de 3,43, soit le plus haut de toutes les revues indexées par les Mathematical Reviews au cours de cette période de temps.